# Géographie du vide
Albums de Hubert-Félix Thiéfaine
Stratégie de l'inespoir
(2014)
Géographie du vide est le dix-huitième album studio du chanteur français Hubert-Félix Thiéfaine sorti le 8 octobre 2021.

## Présentation
Cet album marque le retour de l'artiste, sept ans après la sortie de Stratégie de l'inespoir en 2014. Sur cet album, l'artiste s'est entouré de J. P. Nataf, Arman Méliès, Nosfell ou encore son bassiste Marc Périer. La collaboration avec Arman a été réciproque, puisque le chanteur est allé chanter sur une de ses chansons, Météore, extraite de son album Laurel Canyon sorti la même année.

## Pistes
Toutes les paroles sont écrites par H-F Thiéfaine.
| 1.    | Du soleil dans ma rue        | J. P. Nataf.    | 3:53 |
| 2.    | Page noire                   | Arman Méliès    | 6:49 |
| 3.    | Fotheringhay 1587            | Marc Périer     | 3:28 |
| 4.    | La fin du roman              | Joseph d'Anvers | 3:13 |
| 5.    | Nuits blanches               | Lucas Thiéfaine | 4:43 |
| 6.    | Prière pour Ba'al Azabab     | Nosfell         | 4:41 |
| 7.    | Eux                          | Marc Périer     | 3:55 |
| 8.    | Reykjavik                    | Lucas Thiéfaine | 3:48 |
| 9.    | Vers la folie                | Joseph d'Anvers | 2:58 |
| 10.   | L'idiot qu'on a toujours été | Lucas Thiéfaine | 6:10 |
| 11.   | Combien de jours encore      | Arman Méliès    | 5:46 |
| 12.   | Elle danse                   | H.-F. Thiéfaine | 2:30 |
| 51:56 |                              |                 |      |